# Jan Świeżawski
Jan Świeżawski herbu Paprzyca – miecznik żytomierski w latach 1725–1733, starosta pełczyński, marszałek sejmiku przedsejmowego województwa bełskiego w 1735 roku, poseł na sejm zwyczajny pacyfikacyjny 1735 roku z województwa bełskiego.